# Región Hod Occidental
Hodh el Gharbi (en árabe: ولاية الحوض الغربي) es una región en el sur de Mauritania cuya capital es Aiún el Atrús. La región limita con Tagant al norte, Hod Oriental al este, Malí al sur y Assaba al oeste.
Hodh El Gharbi se divide en 4 departamentos:
- Aiún el Atrús
- Kobenni
- Tamchekett
- Tintane